# 安石镇 (浦北县)
安石镇，是中华人民共和国广西壮族自治区钦州市浦北县下辖的一个乡镇级行政单位。

## 行政区划
安石镇下辖以下地区：
平山村、石凉村、六江村、禁山村、新塘铺村、马坪村、三亚村、南江村、大坡山村、安石村和坡村。